# 天田三
摩羯座24，又名CD-2515235，HD 200914、SAO 190025、HR 8080，是摩羯座的一颗恒星，视星等为4.5，位于銀經21.98，銀緯-40.01，其B1900.0坐标为赤經21h 1m 16.8s，赤緯-25° -40.01′ 20″。